# Hans Benzon (landsdommer)
 Der er flere personer med dette navn, se Hans Benzon (kommerceråd).
Hans Benzon (1650 i Randers – 23. december 1704 på Skærsø) var en dansk godsejer og landsdommer.
Benzon var søn af borgmester i Randers Mads Hansen Benzon (ca. 1620-1673) og Johanne Christophersdatter de Hemmer. Han blev 1669 student fra Viborg Katedralskole ("Johannes Matthiæ Bentzen"), blev 1672 immatrikuleret ved universitetet i Orléans ("Johannes Benzon") og blev 1673 kvæstor og prokurator ved dette universitet. 1679 købte han Skærsø ved Ebeltoft og blev samme år adlet, var da sekretær i Danske Kancelli. Han var 1683-92 assessor i Højesteret, blev 1684 vicelandsdommer og 1687 virkelig landsdommer i Nørrejylland, samme år kancelliråd og fik 1699 afgang fra statstjenesten som justitsråd.
Han ægtede 1683 Ida Christine Glud (1668 – 11. juli 1724), datter af biskop Søren Glud.